# Heyoka
L'heyoka è un personaggio sacro della cultura e tradizione dei nativi americani.

## Caratteristiche
L'heyoka viene scelto fra coloro che hanno visioni degli esseri del tuono e ha l'obbligo di compiere i gesti di uso quotidiano in maniera opposta rispetto alle convenzioni comuni: cavalcando, ad esempio, i cavalli all'indietro, indossando abiti al rovescio, parlando al contrario, dichiarando di aver freddo quando ha invece caldo e di lamentarsi quando è invece felice. Nonostante il loro carattere anticonvenzionale possa essere oggetto di ilarità, questi "buffoni divini" sono oggetto di grande timore e rispetto nella comunità e a loro viene attribuito il potere di cambiare il tempo atmosferico, curare alcune malattie e il dolore emotivo. Secondo F. Schuon, il comportamento degli heyoka corrisponderebbe a un "linguaggio iniziatico ed è anche una vocazione sacrificale con cui gli altri membri della tribù si appellano per ristabilire interiormente il collegamento tra il mondo della materia e quello dello spirito e dell'immortalità".

## Nella cultura di massa
Un personaggio di nome Heyoka appare nel fumetto Zagor. Anche nel fumetto Magico Vento c'è un personaggio ricorrente Heyoka, "Uccide-se-stesso", che fa le cose al contrario.